# Топки (Липецкая область)
То́пки — село Лев-Толстовского района Липецкой области, административный центр Топовского сельсовета.

## Географическое положение
Село расположено на берегу реки Ягодная Ряса в 20 км на северо-восток от райцентра посёлка Лев Толстой.

## История
Топкое в качестве села упоминается в межевых книгах 1677 года, где оно значится в Данковском уезде. Первоначальное построение в селе Богоявленской церкви не известно: она не упоминается в окладных книгах, но несомненно существовала во второй половине XVII века. По переписным книгам 1678 г. в селе показано служилого чина людей - сорок один двор. В 1740 г. в селе из дубового леса была построена новая деревянная Богоявленская церковь. В 1871 году оно была значительно распространена посредством пристроек. В том же году вместо обветшавшей поставлена новая колокольня. С 1877 года существовала школа, посещаемая одними мальчиками.
В XIX — начале XX века село являлось центром Гагинской волости Раненбургского уезда Рязанской губернии. В 1906 году в селе было 117 дворов.
С 1928 года село являлось центром Топовского сельсовета Троекуровского района Козловского округа Центрально-Чернозёмной области, с 1954 года — в составе Липецкой области, с 1965 года — в составе Лев-Толстовского района.

## Население
| 1859 | 1897  | 1906  | 2000 | 2010 |
| ---- | ----- | ----- | ---- | ---- |
| 1117 | ↗1344 | ↗1609 | ↘497 | ↘457 |

## Инфраструктура
В селе имеются филиал МБОУ школа им. Л. Н. Толстого, детский сад, дом культуры, фельдшерско-акушерский пункт, отделение почтовой связи.